# Mercedes-AMG ONE
Mercedes-AMG ONE (R50) — двухместный гиперкар от подразделения Mercedes-AMG, входящего в состав немецкого автомобилестроительного концерна Mercedes-Benz Group. По официальным данным на автомобиль установлен гибридный двигатель V6 (заводской код PU106C) из категории Формулы-1, развивающий 1049 лошадиных сил. Автомобиль, по планам компании, должен конкурировать с топовыми моделями таких брендов, как Lamborghini, Aston Martin (модель Valkyrie), McLaren, Ferrari и Koenigsegg.
В марте 2022 года глава Mercedes-AMG Тобиас Моерс объявил о старте серийного производства. На Женевском автосалоне в марте 2017 года Тобиас Моерс подтвердил слухи и назвал стартовую цену на гиперкар — от 2,27 млн евро. Презентация автомобиля состоялась в рамках Франкфуртского автосалона.
10 ноября 2022 года Mercedes-AMG One поставил рекорд на нюрбургринге в классе «Super Sports Cars» опередив прошлого рекордсмена Mercedes-AMG GT Black Series. Его время прохождения составило 6:35,183 минуты.
23 сентября 2024 года Mercedes-AMG ONE побил предыдущий рекорд более, чем на 5 секунд, пройдя трассу Северная Петля Нюрбургринга за 6:29,09.

## История

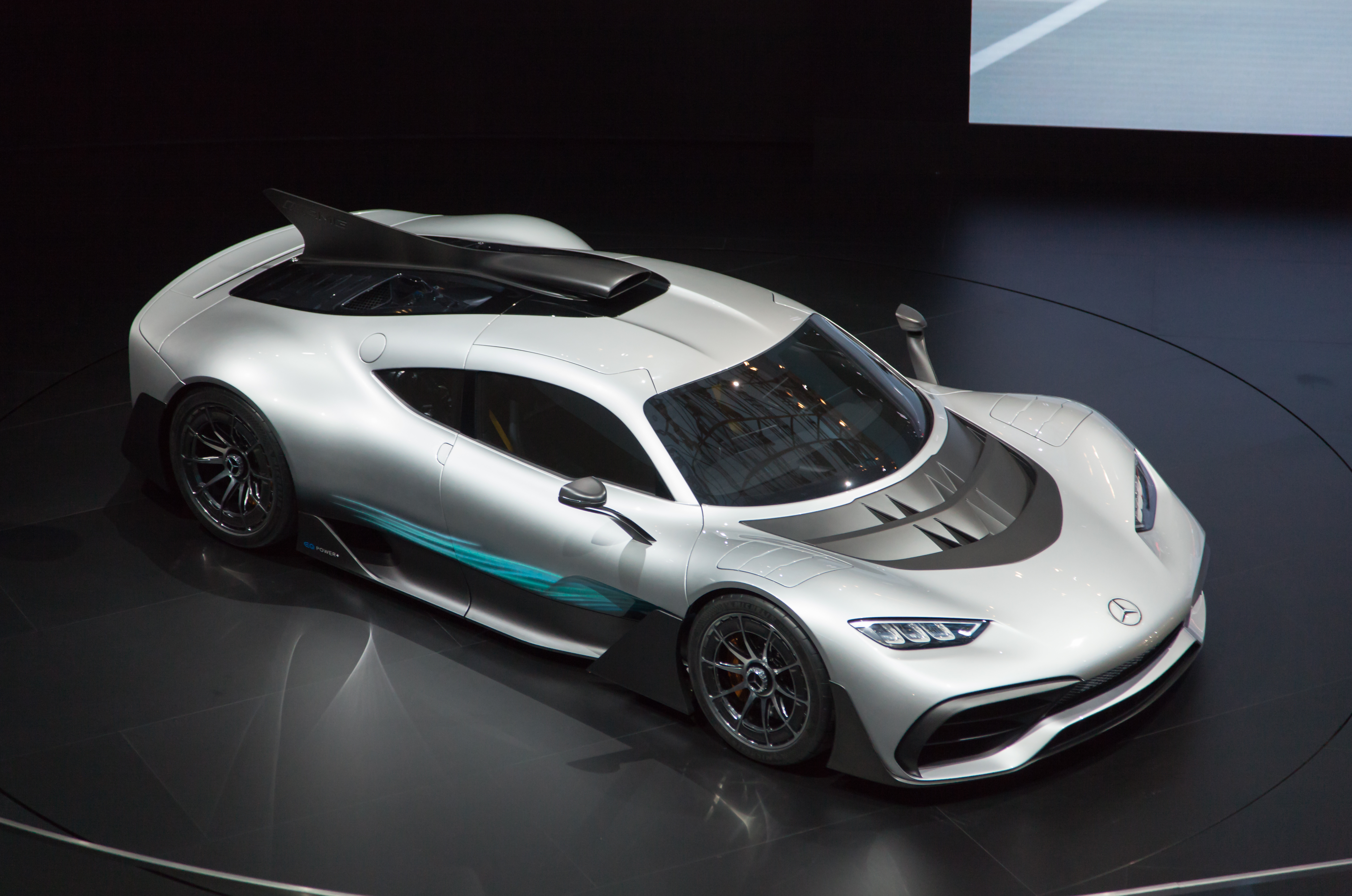
Project One на Франкфуртском автосалоне, 2017 год

На Парижском автосалоне конца 2016 года компания Mercedes-Benz анонсировала выпуск нового гиперкара, представив только изображение-тизер с очертаниями будущей модели. Новые иллюстрации были также представлены на Выставке потребительской электроники CES. В начале 2017 года стало известно, что автомобиль оснастят 1,6-литровым V6 двигателем, успешно зарекомендовавшего себя в гонках Формулы-1 на модели Mercedes F1 W07 Hybrid. Информация о нём была представлена в январе на Североамериканском международном автосалоне. По представленной компанией информации известно, что кузов автомобиля будет выполнен из углеродного волокна, а сам гиперкар получит активные спойлеры. Передняя ось получит привод от электродвигателя, а вектор крутящего момента направится туда, где от него можно будет получить наибольшую пользу. Вес предположительно составит около 1000—1300 кг. Сборка гиперкара будет осуществляться подразделением Mercedes-AMG из Аффальтербаха и фирмой Brixworth из Нортгемптона, Великобритания, ответственной за силовые агрегаты Формулы-1.
Под конец января 2017 года интернет-ресурс Peisert Design по представленным компанией Mercedes-Benz публичным изображениям сделал зарисовку возможного внешнего вида автомобиля. По предположению ряда печатных изданий (журналы Car, Autozeitung и другие) гиперкар может быть представлен на Франкфуртском автосалоне 2017 года к 50-летию подразделения Mercedes-AMG. Предположительно, одним из первых обладателей новинки станет Льюис Хэмилтон.
На Женевском автосалоне в марте 2017 года от Тобиаса Моерса стало известно, что компания планирует выпустить всего от 200 до 300 моделей, мощность каждой из которых составит порядка 1000 лошадиных сил, а масса – не более 1000 кг. Автомобиль будет оснащаться тремя двигателями: один бензиновый ДВС и два электромотора. Мелисса Витек (англ. Melissa Witek), менеджер проекта Mercedes-AMG, отвечающая за гиперкары, сообщила, что у автомобиля, выставленного в Швейцарии, дизайн был завершён только на 85 % от утверждённого проекта.
В апреле 2017 года по сообщению автомобильного журнала Road & Track стало известно, что компания Mercedes-AMG планирует выпустить 275 единиц модели. Кроме того, издание сообщило, что немецкая компания перестала принимать заказы в некоторых странах, таких как, например, США (заказы принимались до 17 марта 2017 года). Причём для оформления заказа потенциальные клиенты должны были являться владельцами продукции марки Mercedes-Benz, а также убедить представительство в том, что автомобиль действительно будет использоваться для передвижения, а не храниться в течение определённого периода времени в гараже с последующей перепродажей с целью получения прибыли.
В середине апреля 2017 года глава Mercedes-AMG Тобиас Моерс подтвердил, что тираж модели составит всего 275 экземпляров. Он также отметил, что интерес к гиперкару проявило большое количество клиентов. Кроме того, представитель компании также сообщил, что перед запуском серийного производства модель пройдёт ходовые испытания не только на испытательных треках компании, но и на гоночных трассах. Одним из членов тест-команды станет британский гонщик, выступающий за команду «Мерседес», многократный чемпион Формулы-1 Льюис Хэмилтон. Тобиас Моерс также ранее сообщил изданию Top Gear стоимость гиперкара, которая составляет 2,275 миллионов евро.
В конце мая 2017 год перед стартом марафона «24 часа Нюрбургринга» компания Mercedes-Benz представила всю техническую составляющую автомобиля. Стало точно известно, что на гиперкар устанавливается модифицированная гибридная силовая установка от гоночного болида Формулы-1, схожая с той, что применялась на Mercedes F1 W06 Hybrid сезона 2015 года. В основе её лежит 1,6-литровый бензиновый двигатель внутреннего сгорания в конфигурации V6, который, в отличие от спортивной версии, оснащается иным коленчатым валом, поршнями, а также ЭБУ.
Презентация автомобиля состоялась в сентябре 2017 года в рамках Франкфуртского автосалона.
В марте 2022 года Mercedes-AMG объявил о серийном выпуске модели. В августе того же года стартовали продажи гибридного гиперкара.

## Описание

### Экстерьер
Экстерьер гиперкара официально пока не представлен, продемонстрированы лишь общие очертания кузова, в которых угадывается нечто, напоминающее спортивные прототипы, выступающие в Ле-Мане в самой мощной категории LMP1. На официальных изображениях, опубликованных компанией Mercedes-Benz, видна задняя часть автомобиля с воздухозаборником на крыше и характерным килем-плавником, как у гоночных спортпрототипов. Предполагается также наличие фирменных дверей в стиле «крылья чайки» от оригинальной SL-модели 1954 года.
Конструкция автомобиля состоит в основном из углеродного волокна (шасси и кузов), а также алюминия и других лёгких металлов (в передней и задней частях).

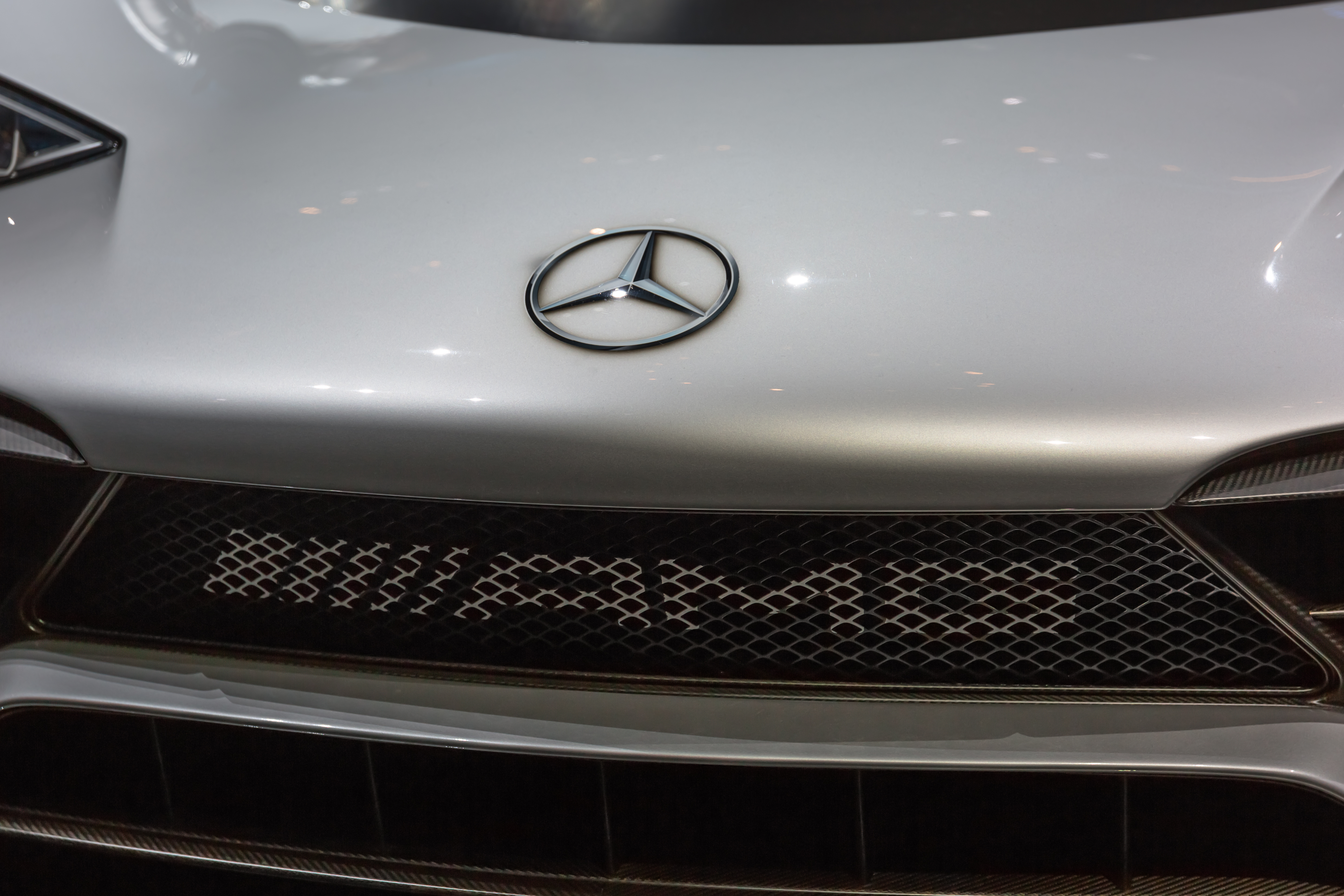
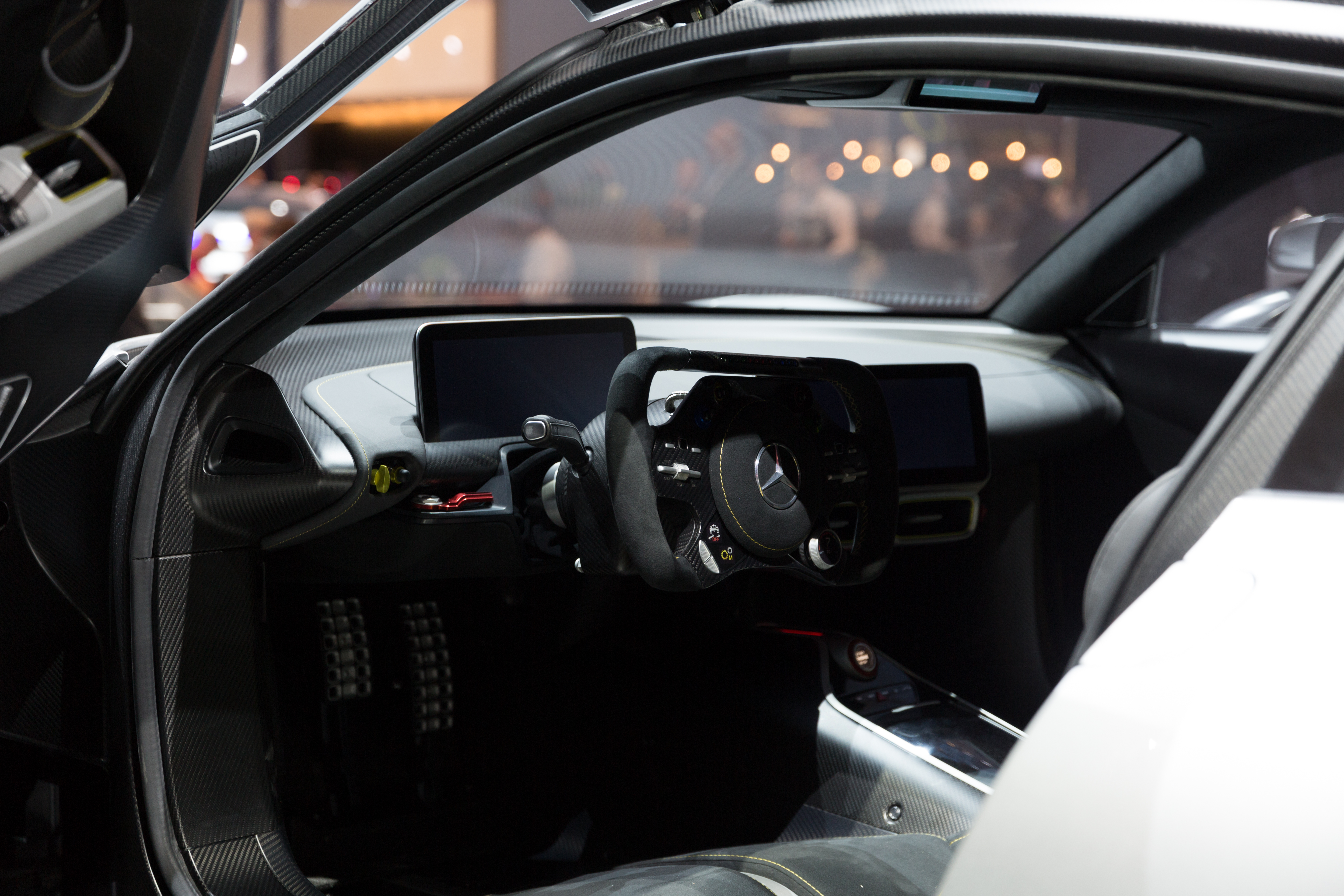
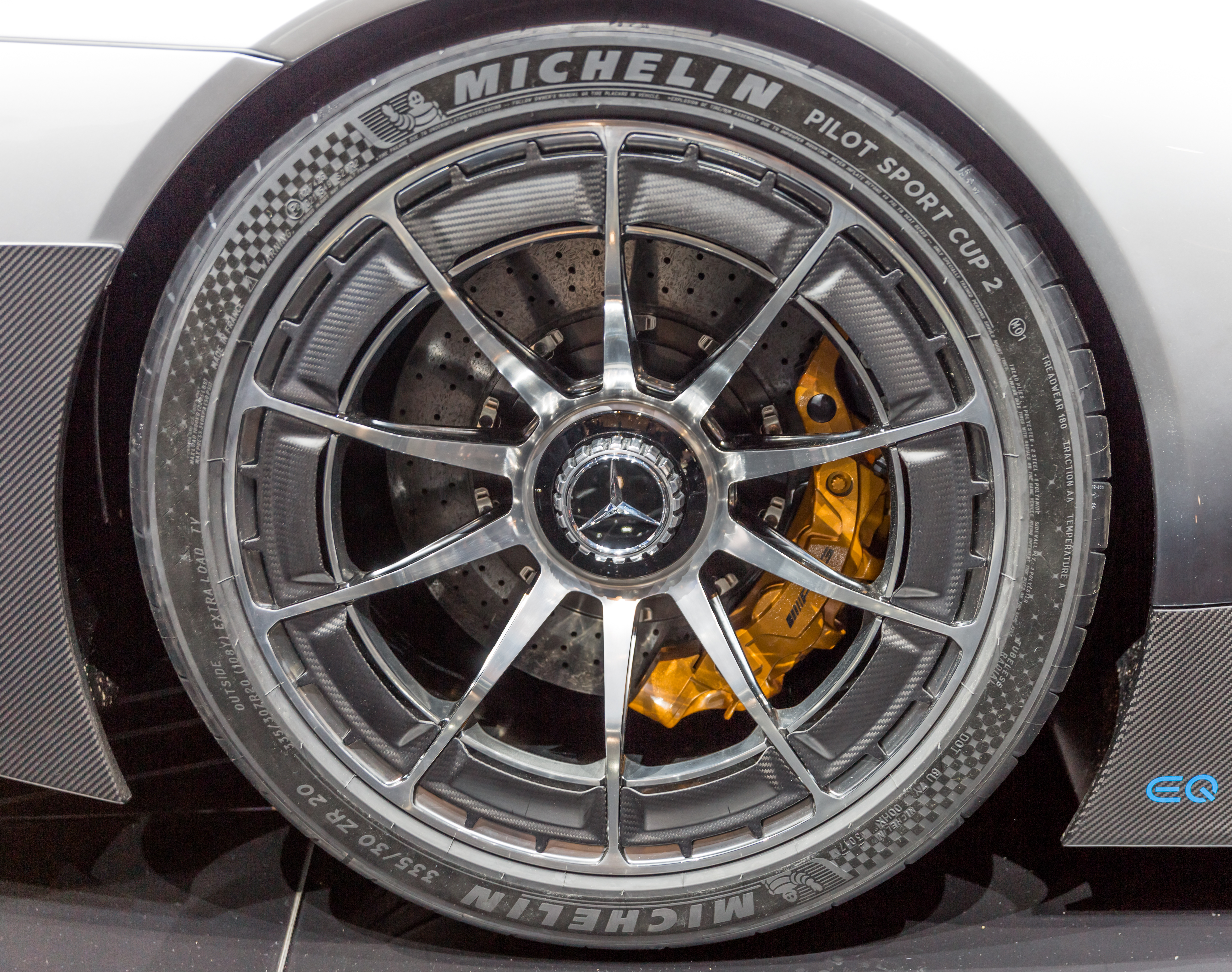
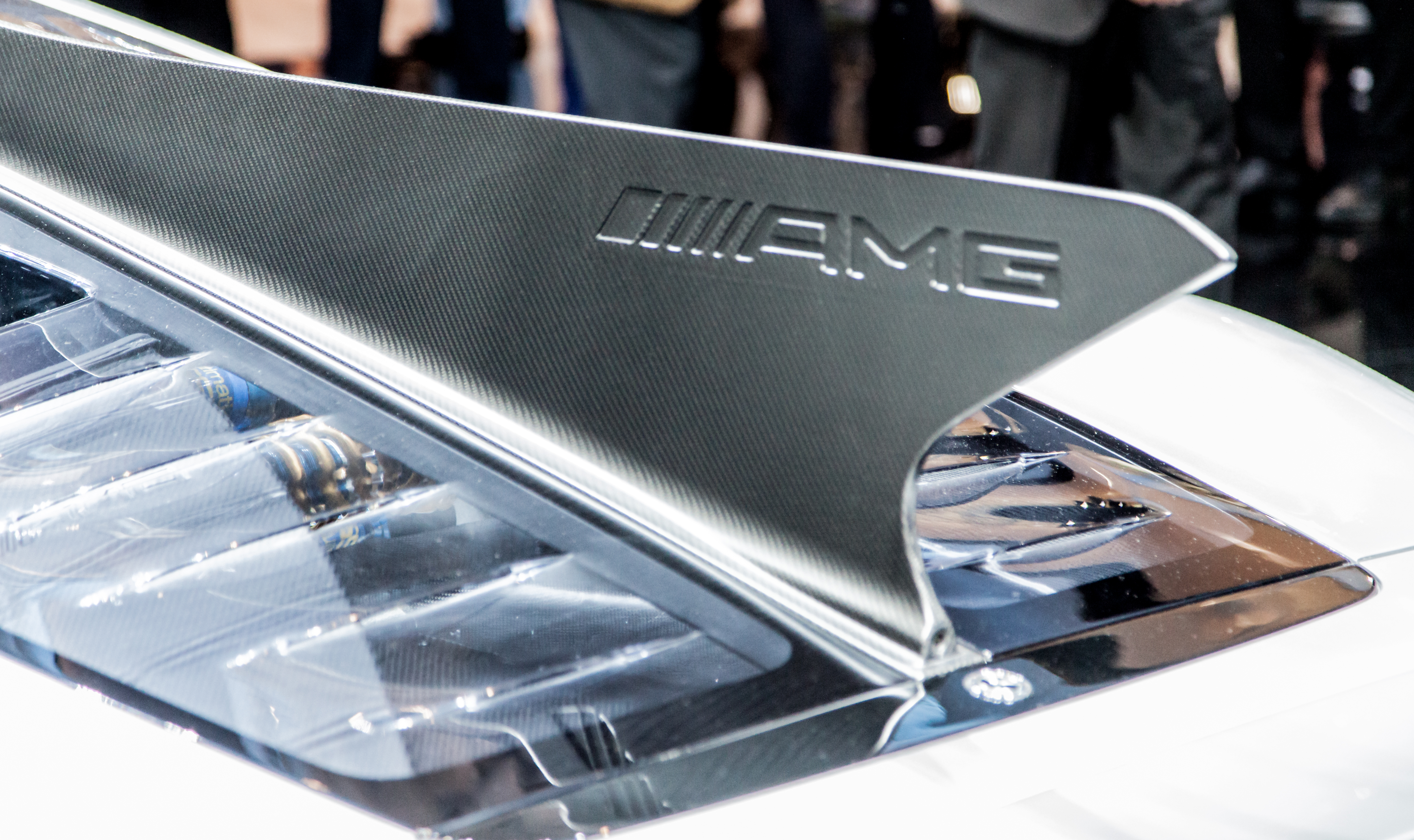
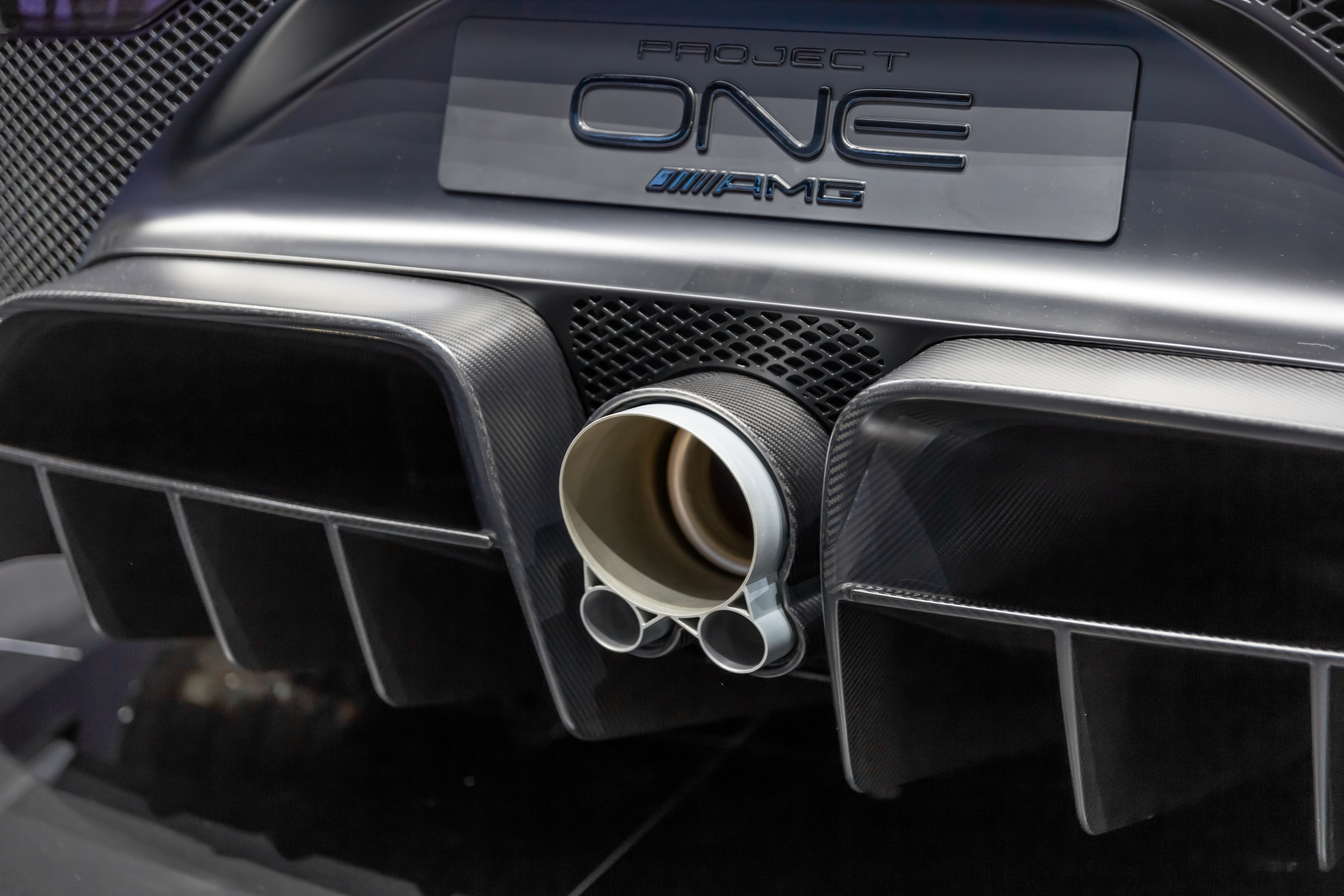

### Двигатель
По официальной информации автомобиль оснастят 1,6-литровым гибридным силовым агрегатом (бензиновый ДВС + два электромотора, по одному на каждое переднее колесо) с 6-ю цилиндрами V-образной конфигурации от гоночного болида Mercedes F1 W07 Hybrid, максимальная мощность которого составит около 1000 лошадиных сил. Двигатель будет способен вращаться на скорости до 11 000 об/мин. Заявленный ресурс двигателя, по словам шефа подразделения Mercedes-AMG, составляет 50 000 километров (замена или ремонт будет осуществляться за счёт покупателя). С таким силовым агрегатом гиперкар будет разгоняться с 0 до 100 км/ч за 2,9 секунды. Максимальная скорость составит более 410 км/ч. В интервью журналу «Evo» Тобиас Моерс сообщил, что в качестве топлива может быть использован бензин марок АИ-95 или АИ-98.
Красная зона силового агрегата начинается с 11 000 об/мин (ниже, чем в гоночной версии — 13 500). Заявленный тепловой КПД составляет 43 % (для сравнения тот же показатель у 4,0-литрового битурбированного V8 двигателя равен 25 %). Обороты холостого хода составляют примерно 4000 об/мин, что также присуще спортивной версии двигателя. Масса силовой установки вместе со 100-килограммовым аккумулятором составляет 420 кг. Передние электромоторы можно задействовать без запуска ДВС и в таком режиме максимально преодолеваемое расстояние составляет около 24 км.

### Батареи

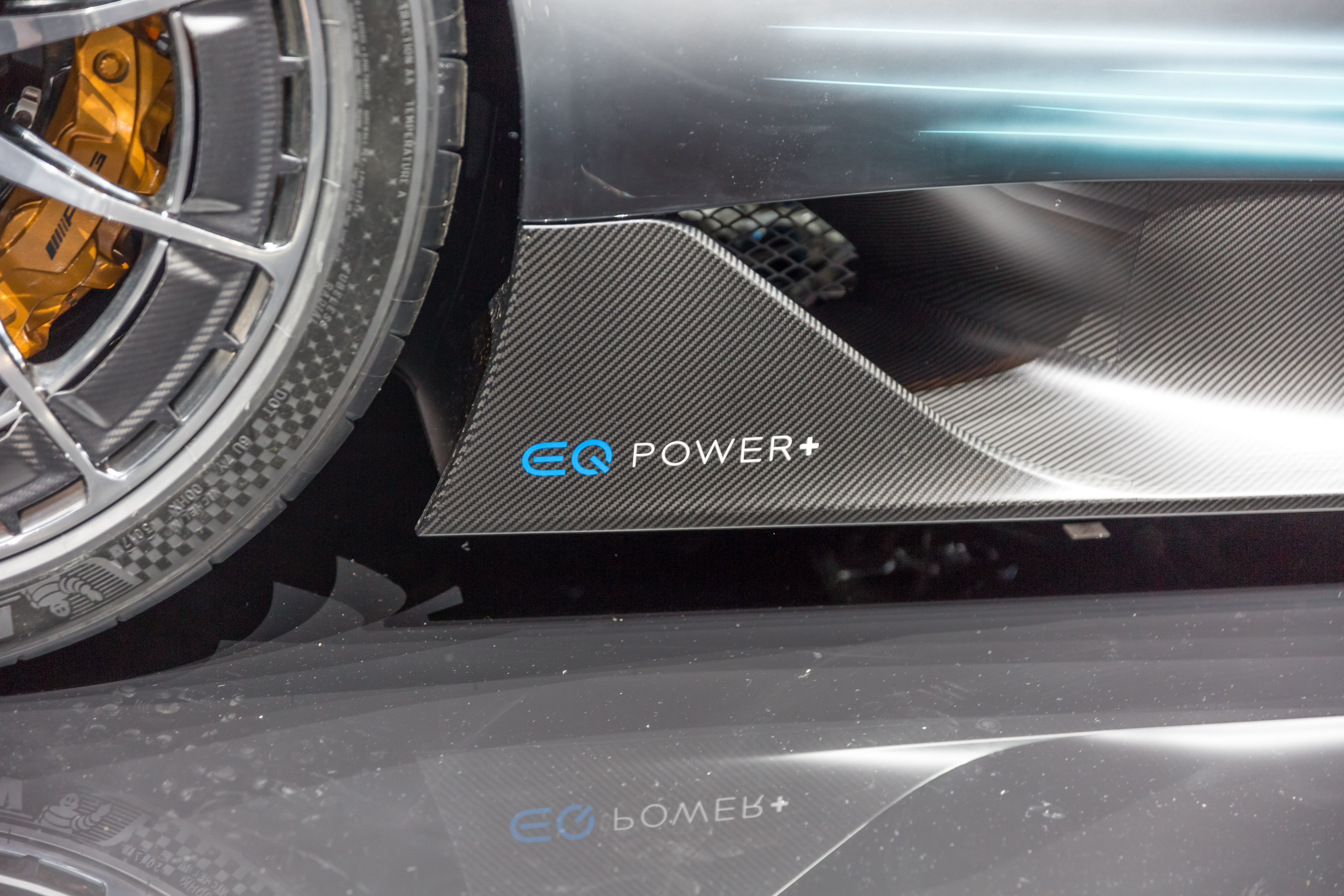
Шильдик, информирующий о применении на суперкаре электродвигателя (EQ)

Для обеспечения работы электромотора будут использоваться батареи, применяемые компанией на автомобилях Формулы-1 — «Motor Generator Unit-Kinetic» (MGU-K) и «Motor Generator Unit-Heat» (MGU-H). MGU-K устанавливается на главном карданном валу и имеет мощность в 120 кВт (163 л. с.). Данная система предназначена для вращения задних колёс и восстановления кинетической энергии при торможении. MGU-H устанавливается на турбокомпрессорный вал и имеет мощность, равную 80 кВт (109 л. с.). Его предназначение состоит в устранении такого явления, как «турбояма» (задержка при наборе оборотов двигателя из-за инерции турбины). Данная система также способна использовать отработанный газ из выхлопных труб, превращая его в кинетическую энергию. Ещё две батареи будут функционировать на передних колёсах для поддержки работы полноприводной трансмиссии, совместно обеспечивая мощность в 161 л. с. (120 кВт).
Тяговый аккумулятор, который располагается позади передней оси, аналогичен по конструкции тому, что устанавливается в болидах компании для Формулы-1. Он использует ту же химию, ячейки и разъёмы, что и спортивная версия, однако его вместительность в четыре раза больше, что было сделано для достижения нулевого уровня выбросов. Батареи собираются компанией ABC, которая является их поставщиков для Формулы-1.

### Трансмиссия
По официально представленной информации, инженеры Mercedes-AMG оснастят автомобиль секвентальной (до раскрытия технических спецификаций предполагалось, что коробка будет роботизированной) 8-ступенчатой коробкой передач с одним сцеплением, поскольку, по их мнению, ни одна преселективная АКП не способна управлять мощностью силового агрегата гиперкара. Передача мощности будет осуществляться на все четыре колёса.